# Zugführer (Bahn)

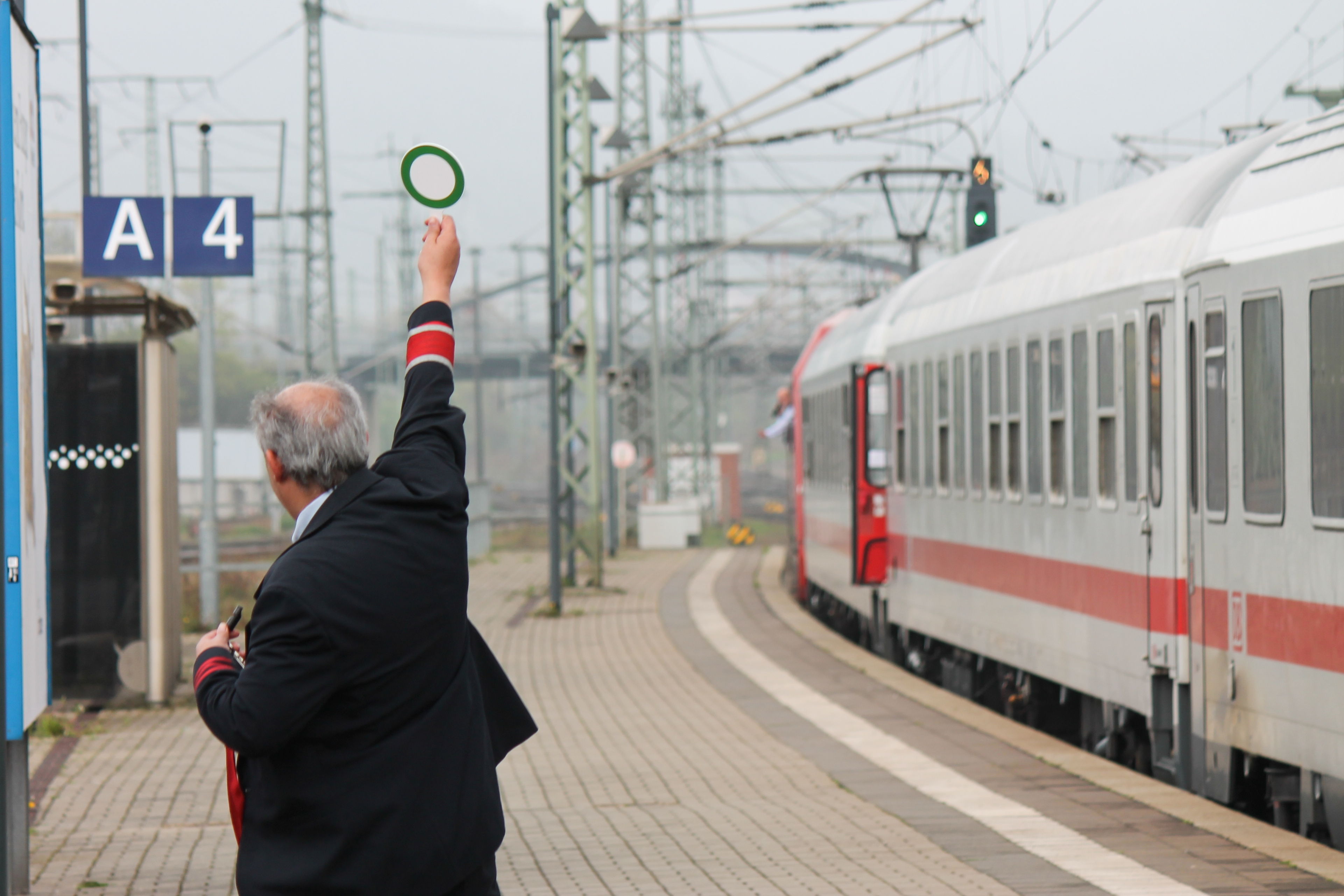
Der Zugführer eines IC erteilt den Abfahrauftrag. Er ist an dem roten Zugführerärmelstreifen zu erkennen.

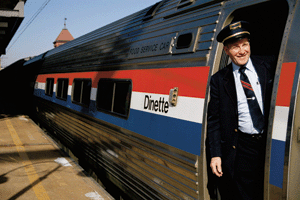
Ein Zugführer in den USA

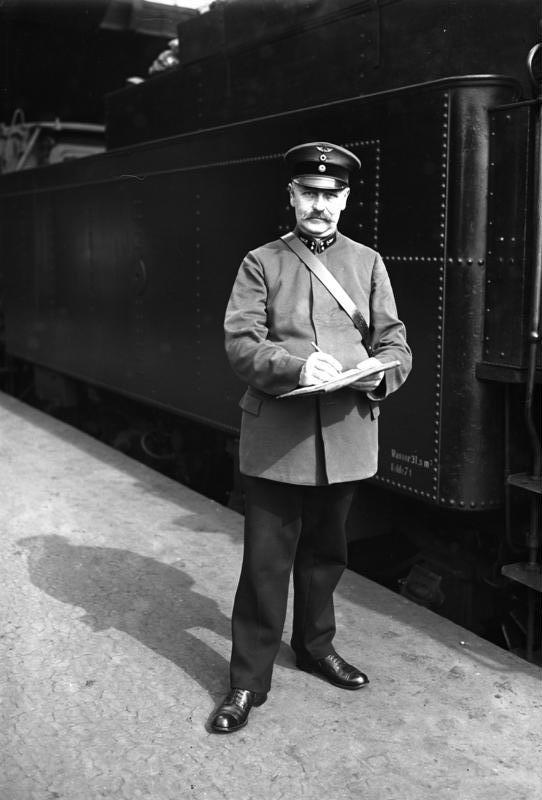
Zugführer der Deutschen Reichsbahn um 1928

Der Zugführer ist der Zugbegleiter, der die Verantwortung für die sichere und ordnungsgemäße Durchführung der Zugfahrt trägt. Die Aufgaben des Zugführers während der Zugfahrt sind vielfältig und oft flankiert durch weitere Tätigkeiten im Vor- und Nachlauf der Zugfahrt, für die er weitere eisenbahnbetriebliche Qualifikationen benötigt. Die bahnbetriebliche Abkürzung in Deutschland ist Zf.
In Zügen der DB Fernverkehr AG wird der Mitarbeiter, der die Aufgaben des Zugführers wahrnimmt, verkehrlich als Zugchef bezeichnet.

## Geschichte
Zu Zeiten der deutschen Ländereisenbahnen wurde der Zugführer auch als Kondukteur oder Condukteur (lat. con- ‚mit‘, ‚zusammen‘ und ducere ‚führen‘, ‚leiten‘) bezeichnet, in der Schweiz trifft das heute noch bei einigen Bahnen zu.
1924 wurde bei der Deutschen Reichsbahn der rote, über die Schulter getragene Gurt als Uniformteil und allgemeine Kennzeichnung für den Zugführer verbindlich eingeführt. Der Zugführer hatte es bei allen Fahrten von Personenzügen anzulegen, außer er war selbst der einzige Zugbegleiter oder bei Triebwagenfahrten.
Bis 1969 hatten in Deutschland auch Güterzüge einen eigenen Zugführer, mit einer Änderung der Eisenbahn-Bau- und Betriebsordnung 1969 wurden die Aufgaben des Zugführers während der Fahrt dem Triebfahrzeugführer übertragen.
Der Schwerpunkt der Aufgaben des Zugführers liegt darin, im Bahnbetrieb die Sicherheit der Zugfahrt zu gewährleisten. In Zügen der DB Fernverkehr AG hat sich als Tätigkeitsschwerpunkt der Service für Reisende herausgebildet.

## Zugführer in Deutschland
Dem Zugführer obliegen im Zusammenspiel mit den Zugschaffnern abwechslungsreiche Aufgaben, sowohl vor, als auch während und nach der Zugfahrt. Die konkreten Aufgaben des Zugführers hängen vom Betriebsregelwerk des jeweiligen Eisenbahnverkehrsunternehmens ab.

### Aufgaben vor der Zugfahrt
Zu den Aufgaben im Vorlauf der Zugfahrt gehört die Zugvorbereitung. Hierzu zählen unter anderem die Bremsprobe sowie das Erstellen der Wagenliste und des Bremszettels, oder die Wagenprüfung. Weiterhin kann der Zugführer mit dem Zusammenstellen des Zuges gemäß gesonderten Auftrags betraut sein, muss also rangieren. Für diese Aufgaben benötigt der Zugführer weiterführende betriebliche Qualifikationen, zum Beispiel als Bremsprobeberechtigter, Wagenprüfer oder Rangierbegleiter. Diese Aufgaben können auch von anderen Betriebsbeamten ausgeführt werden, müssen dann aber zwingend dem Zugführer gemeldet werden, da bei ihm alle Informationen zusammenlaufen.

### Aufgaben während der Zugfahrt
Während der Zugfahrt trägt der Zugführer die betriebliche Verantwortung. Während regelmäßiger Kontrollgänge durch den Wagenzug sorgt er für Sicherheit und Ordnung. Er überprüft betriebliche und technische Einrichtungen auf Störungen und schafft gegebenenfalls Abhilfe. Zusammen mit seinen Zugschaffnern sorgt er auch dafür, dass Flucht- und Rettungswege frei bleiben und die Regeln des Brandschutzes eingehalten werden. Ist der Zugführer auch bremsprobeberechtigt, ist er auch verantwortlich, um eventuell gestörte Bremsen auszuschalten, zu bezetteln und eine neue Bremsberechnung durchzuführen.
Der Zugführer verfügt, ebenso wie der Triebfahrzeugführer, über die Fahrplanunterlagen, um seinen Standort und seine Lage im Fahrplan jederzeit überprüfen zu können. Dies geschieht entweder durch Herausschauen und Abgleich der Hektometertafeln mit den Angaben im Fahrplan oder durch digitale Hilfsmittel.
Ist der Zug am Bahnsteig zum Halten gekommen, ist der Zugführer, falls erforderlich zusammen mit den Zugschaffnern, für die sichere Abfertigung des Zuges am Bahnsteig verantwortlich. Er stellt zusammen mit den Zugschaffnern die Abfahrbereitschaft des Zuges her und gibt den Abfahrauftrag. In der Regel hat der Zugführer während der Abfertigung die Zugaufsicht, sofern diese nicht durch eine örtliche Aufsicht wahrgenommen wird. Weiterhin beobachtet der Zugführer, zusammen mit den Zugschaffnern, auch nach der Abfahrt die Vorgänge am Zug und am Bahnsteig.
Er steht überdies den Fahrgästen als Ansprechperson zur Verfügung und kontrolliert Fahrscheine. Weiterhin ist er im Kontakt mit der auftraggebenden Stelle (EVU) und Schnittstelle zwischen verschiedensten Akteuren – da seien beispielsweise Lokführer, Zugschaffner, Leitstelle, Disposition und Fahrgäste genannt. Entsprechend sind Kommunikationsvermögen, Improvisationstalent und Stressresistenz existenzielle Eigenschaften, die ein Zugführer mitbringen muss.
Bei der Übergabe des Zuges an einen ablösenden Zugführer müssen ablösender und abgelöster Zugführer ein Übergabegespräch führen.

### Aufgaben nach der Zugfahrt
Nach der Zugfahrt sind Zugführer auch mit der Nachbereitung betraut. Dazu gehören unter anderem das sichere Abstellen des Zuges und das Anbringen von Festlegemitteln (Feststellbremse, Hemmschuhe, Radvorleger) und das Anschließen an die stationäre Versorgung mit Strom und Luft. Die Ausführung dieser Tätigkeiten muss an den Triebfahrzeugführer gemeldet werden.
Zugführer haben gemäß VDV Betriebsregelwerk, neben den allgemeinen Ausrüstungsgegenständen für Eisenbahnbetriebsbeamte, folgende Gegenstände mitzuführen
- Kennzeichnung des Zugführers (meist roten Zugführerärmelstreifen oder Schärpe)
- dienstliches Mobiltelefon (öffentliches Netz)
- eine weiß, grün und rot leuchtende Handleuchte und/oder eine Zp 9-Scheibe
- Signalpfeife

Bei Bedarf, zum Beispiel wenn planmäßig mit Reisenden rangiert wird, einen Luftbremskopf und für gewisse betriebliche Verfahren ein Signalhorn.

### Zugchef bei der DB Fernverkehr AG
In Zügen der DB Fernverkehr AG wird der Zugführer als Zugchef bezeichnet. Unter der Position des Zugchefs versteht die DB Fernverkehr AG hauptsächlich die Rolle als Chefgastgeber im Zug, der die serviceorientierten Aufgaben und das Personal im Zug steuert, Fahrkarten kontrolliert und sich um die Erreichung der unternehmerischen Ziele wie Kundenzufriedenheit, Pünktlichkeit, Einnahmensicherung und der Fahrscheinprüfung kümmert. Betriebliche Aufgaben sind, die Abfertigung am Bahnsteig ausgenommen, seit dem fortwährenden Wegfall der lokbespannten Züge nur noch die Ausnahme und werden in der Stellenbeschreibung nicht mehr aufgeführt.
Im März 2021 begann DB Fernverkehr erstmals, neu eingestellte Mitarbeiter zu Zugchefs auszubilden. Das Unternehmen plant im Jahr 2022, mindestens 300 neue Zugchefs auszubilden. Die Ausbildung zum Zugchef kann im Rahmen eines einjährigen Quereinstieges absolviert werden.

### Triebfahrzeugführer und Zugführer in Personalunion (Tf = Zf)
Es ist möglich, dass der Triebfahrzeugführer zugleich die Aufgaben des Zugführers übernimmt. Dies ist unter anderem der Fall, wenn …
- es sich um einen Leerreisezug handelt, also einen Reisezug, der nicht mit Reisenden besetzt ist[16]
- ein Zugführer nicht gestellt werden kann oder soll und der Zug nur durch Zugschaffner begleitet wird (umgangssprachlich als „Schaffnerzug“ bezeichnet)[17]
- der Zug über technische Systeme verfügt, die dafür sorgen, dass ein separater Zugführer nicht nötig ist[18]

Benötigt ein Zug aufgrund der technischen Einrichtungen, beispielsweise die Ausstattung mit einem technikbasierten Abfertigungsverfahren (TAV), keinen separaten Betriebsbeamten für die Rolle des Zugführers, übernimmt der Triebfahrzeugführer die betriebliche Verantwortung und ist damit zugleich Zugführer. Das ist bei S-Bahnen, bei den meisten Regionalzügen, dem InterCity 2 sowie in der Regel bei Güterzügen der Fall.
Werden klassische Reisezüge ohne technikbasiertes Abfertigungsverfahren oder andere technische Hilfsmittel ohne Zugführer gefahren, übernimmt der Zugschaffner einen großen Teil der Aufgaben, wie die technische Betreuung der Wagen oder die Abfertigung des Zuges am Bahnsteig mitsamt Achtungspfiff und Schließbefehl. Der gibt dann dem Triebfahrzeugführer, der zugleich Zugführer ist, mit der orangefarbenen Zugbegleitermeldescheibe, oder der örtlichen Aufsicht mit dem gehobenen Arm, die Fertigmeldung, also dass die Türen geschlossen sind und nichts und niemand eingeklemmt wurde. Die Zugaufsicht obliegt weiterhin dem Zugführer beziehungsweise der örtlichen Aufsicht. Wird der Abfahrauftrag (Zp 9) nicht durch die örtliche Aufsicht gegeben, entfällt dieser.
Seit einer Änderung der Fahrdienstvorschrift im Jahr 2015 wurde die darin bislang vorgesehene Position des Zugführers gestrichen. Dies bedeutet jedoch nicht, dass im Betrieb deutscher Eisenbahnen keine Zugführer mehr eingesetzt werden. So müssen Eisenbahnverkehrsunternehmen in ihrem jeweils eigenen Betriebsregelwerk (BRW) festlegen, wer welche internen betrieblichen Aufgaben des Zugpersonales (z. B. Zugabfertigung) wahrnimmt. Die Fahrdienstvorschrift für Nichtbundeseigene Eisenbahnen (FV-NE) sieht zudem weiterhin einen Zugführer vor, geht aber auch davon aus, dass dessen Aufgaben im Regelfall vom Triebfahrzeugführer wahrzunehmen sind.

## Schweiz
Bei den Schweizerischen Bundesbahnen (SBB) wurde die Berufsbezeichnung in Zugchef und Reisezugbegleiter aufgeteilt.

## Wissenswertes
In der öffentlichen Berichterstattung wird die Bezeichnung Zugführer regelmäßig falsch verwendet. Der Zugführer ist nicht die Person, die den Zug steuert. Dabei handelt es sich korrekterweise um den Triebfahrzeugführer oder (umgangssprachlich) Lokführer.